# Petra Hynčicová
Petra Hynčicová (* 1. května 1994 Liberec) je česká běžkyně na lyžích a olympionička. S náskokem osmi desetin sekundy, vítězka zimní univerziády 2019 v Krasnojarsku ve sprintu volnou technikou (v té době čtyřiadvacetiletá studovala na coloradské univerzitě).

## Závodní výsledky
- 2019: Zimní univerziáda 2019 v Krasnojarsku; zlato

### Výsledky na OH
| Rok  | Věk | 10 km | 15 km skiatlon | 30 km hromadný start | sprint | 4 × 5 km štafeta | sprint dvojic |
| ---- | --- | ----- | -------------- | -------------------- | ------ | ---------------- | ------------- |
| 2018 | 23  | 60.   | 47.            | 39.                  | 45.    | —                | —             |
| 2022 | 27  | 42.   | 26.            | 41.                  | 33.    | 13.              | 15.           |

### Výsledky ve Světovém poháru
| Sezóna  | Věk | Sezónní výsledky | Sezónní výsledky | Sezónní výsledky | Sezónní výsledky | Sezónní výsledky | Výsledky na Ski Tour | Výsledky na Ski Tour | Výsledky na Ski Tour | Výsledky na Ski Tour |
| Sezóna  | Věk | Počet startů     | Celkově          | Distance         | Sprinty          | U23              | Nordic Opening       | Tour de Ski          | WC Final             | Ski Tour Kanada      |
| ------- | --- | ---------------- | ---------------- | ---------------- | ---------------- | ---------------- | -------------------- | -------------------- | -------------------- | -------------------- |
| 2013/14 | 19  | 3                | —                | —                | —                | —                | —                    | —                    | —                    | —                    |
| 2017/18 | 23  | 4                | —                | —                | —                | —                | —                    | —                    | —                    | —                    |
| 2018/19 | 24  | 4                | —                | —                | —                | —                | —                    | —                    | —                    | —                    |
| 2019/20 | 25  | 10               | —                | —                | —                | —                | —                    | —                    | —                    | —                    |
| 2020/21 | 26  | 17               | 72.              | —                | 51.              | —                | 59.                  | 40.                  | —                    | —                    |

### Výsledky na MS
| Rok  | Věk | 10 km | 15 km skiatlon | 30 km hromadný start | sprint | 4 × 5 km štafeta | sprint dvojic |
| ---- | --- | ----- | -------------- | -------------------- | ------ | ---------------- | ------------- |
| 2019 | 24  | 48.   | —              | —                    | 43.    | 11.              | 13.           |
| 2021 | 26  | 33.   | —              | 36.                  | 35.    | 8.               | —             |